# Saint-Amand-le-Petit
Saint-Amand-le-Petit település Franciaországban, Haute-Vienne megyében. Lakosainak száma 112 fő (2022. január 1.). Saint-Amand-le-Petit Peyrat-le-Château, Augne, Beaumont-du-Lac, Eymoutiers és Nedde községekkel határos.

## Népesség
A település népessége az elmúlt években az alábbi módon változott:
| Lakosok száma | 102  | 99   | 107  | 108  | 112  | 110  | 110  | 109  | 112  |
|               | 2013 | 2015 | 2016 | 2017 | 2018 | 2019 | 2020 | 2021 | 2022 |